# John Boerdonk
John Boerdonk (Veghel, 17 maart 1977) is een Nederlandse golfprofessional. 

## Gewonnen
- 2003: ABN Amro Trophy in Marbella
- 2004: Giessen Open EPD en Pro-Pro Winnerod.